# بليسكافيتسا
بليسكافيتسا هو طبق صربي يتكون من خليط من لحم الخنزير، البقر والضأن المتبل. ويعتبر أحد الأطباق الوطنية في صربيا.ويحظى بشعبية كبيرة في دول البلقان المجاورة ودول يوغوسلافيا السابقة مثل البوسنة والهرسك، كرواتيا والجبل الأسود.